# 内閣参議
内閣参議（ないかくさんぎ、旧字体：內閣參議）とは、1937年（昭和12年）から1943年（昭和18年）にかけて存在した日本の内閣の諮問機関。
近衛文麿が1937年（昭和12年）7月7日の盧溝橋事件から始まった日中戦争に関する政治方針を諮る目的で設立した。根拠法令は勅令「臨時内閣参議官制」で1937年（昭和12年）10月15日に公布し即日施行された。内閣参議は国務大臣待遇であり、設置にあたり宇垣一成、末次信正、町田忠治、池田成彬、荒木貞夫、安保清種、郷誠之助、秋田清、前田米蔵、松岡洋右の10名が任じられた。
参議の選任は勅命であり、この内閣参議から近衛内閣の閣僚となった者が多かった。そのため、補充が行われる事があり、久原房之助、林銑十郎、勝田主計、安達謙蔵、中島知久平、大谷光瑞（鏡如）らが追加されている。このように、近衛文麿の構想に基づく組織であったため（ただし、途中の平沼内閣・阿部内閣・米内内閣にも内閣参議が置かれている）、1941年（昭和16年）7月18日に第2次近衛内閣が総辞職した際に全参議が辞任したものの近衛の辞表預かりという形になった。その後東條内閣が成立した直後の10月22日に正式に辞表が受理された。以後は選任勅命もなく、事実上の休眠組織となった。
1943年（昭和18年）3月18日公布・施行の勅令「内閣顧問臨時設置制」によって形式的には内閣顧問に衣替えし、内閣参議は廃止された。

## 法令
- 臨時内閣参議官制（昭和12年勅令第593号）

第一条　支那事変ニ関スル重要国務ニ付内閣ノ籌画ニ参セシムル為臨時内閣参議若干人ヲ置ク
2項　内閣参議ハ之ヲ勅命ス
第二条　内閣参議ハ国務大臣ノ礼遇ヲ受ク
（附則）本令ハ公布ノ日ヨリ之ヲ施行ス